# Mario Negri
Mario Raúl Negri (Lucas González, Entre Ríos, 6 de febrero de 1954) es un abogado y político argentino que en varias oportunidades ocupó el cargo de diputado nacional por la provincia de Córdoba. En su última etapa como diputado presidió el bloque de diputados de la Unión Cívica Radical (UCR) y los del interbloques parlamentarios de Cambiemos y Juntos por el Cambio entre 2015 y 2023.

## Biografía

### Primeros años
Mario Negri vivió toda su infancia en su pueblo natal, Lucas González, en el departamento Nogoyá de la provincia de Entre Ríos. Es el tercero de seis hermanos. Su padre, Noé Santiago Negri, fue designado presidente Municipal de facto luego del Golpe Militar que derrocó a Frondizi en el año 1962.
En 1973 se trasladó a la ciudad de Córdoba para estudiar Derecho en la Universidad Nacional de Córdoba (UNC), y se una a la Unión Cívica Radical. Ya en democracia Vaca Narvaja acusó a los exgobernadores Eduardo Angeloz y Ramón Mestre, al diputado electo Oscar Aguad y al presidente de la UCR, Mario Negri, de reunirse con el General Menéndez, durante el Proceso de Reorganización Nacional.

### Inicios en política
Fue miembro del Movimiento de Renovación y Cambio de Córdoba.
Dentro del partido ocupó diversos cargos. Fue presidente de la Juventud Radical de la provincia de Córdoba (1983 - 1985) y vicepresidente del Comité Provincial de la UCR de Córdoba (1987 - 1989). En la década del ‘90 se desempeñó como secretario de la Mesa Ejecutiva de la UCR Nacional y como miembro de la Mesa Ejecutiva del Comité Nacional. Luego fue presidente del partido en la provincia de Córdoba entre 2006 y 2009 y secretario de coordinación del Comité Nacional de la UCR hasta diciembre de 2012.
Fue diputado provincial (1983 - 1987).  En 1991 fue denunciado por el exsenador Regino Maders y directivo de Epec, cuando Maders descubrió ilícitos que se cometían en Epec (Empresa Provincial de Energía de Córdoba), Maders, estaba dispuesto a entregar una serie de carpetas, expedientes y documentación sobre diferentes ilícitos que estaba investigando y que apuntaba directamente contra el corazón de la administración radical de Córdoba. Allí "había denuncias sobre narcotráfico, lavado de divisas, venta de bebés y los ilícitos de la Epec en los que había pruebas importante, entre ellos Mario Negri. Dicha documentación desapareció de su oficina en la misma noche del asesinato, cuando un apagón se produjo en esa calle.

### Vicegobernador de Córdoba (1987-1991)
Fue vicegobernador de Córdoba entre 1987 y 1991 durante el segundo mandato de Eduardo César Angeloz (1983 - 1995). En 1989 fue gobernador interino de la provincia al entrar Angeloz en licencia por su candidatura presidencial.

#### Accidente en helicóptero
En la madrugada del 11 de diciembre de 1988, Mario Negri, entonces vicegobernador a cargo del Poder Ejecutivo, regresaba en un helicóptero Augusta del gobierno de la Provincia desde la ciudad de Hernando, ubicada a unos 150 kilómetros al sur de la capital cordobesa, donde había participado de la Fiesta Nacional del Maní. Según el relato de testigos, una vez alcanzados los 500 metros de altura, y a causa del intenso viento, la aeronave se precipitó cayendo abruptamente sobre una zona de pastizales.
El accidente ocurrió a la medianoche y, según la explicación técnica brindada por los peritos, los motores del helicóptero se plantaron de repente, impidiendo todo tipo de maniobra por parte del piloto para evitar el fuerte impacto contra el suelo. Con él viajaban su secretario privado, Pascual Scarpino, el gerente de noticias del canal ATC, Jorge Neder, y los dos pilotos. Murieron Scarpino, el piloto Máximo Rodríguez y el copiloto Héctor Alberto Tessio. Negri sufrió varias heridas y treinta y nueve fracturas que lo obligaron a una internación de varios meses y fue sometido a distintas intervenciones quirúrgicas. Neder salió ileso.

#### Denuncia sobre el caso Maders
La noche del 6 de septiembre de 1991 el exsenador Regino Maders, decano de la Facultad Regional Córdoba de la Universidad Tecnológica Nacional (UTN) y directivo de Epec, denunció los ilícitos que se cometían en Epec (Empresa Provincial de Energía de Córdoba), en desmedro de los intereses de toda la comunidad, esa misma noche apareció acribillado con trece balazos en la espalda. Según posteriores investigaciones, Maders, estaba dispuesto a entregar una serie de carpetas, expedientes y documentación sobre diferentes ilícitos que estaba investigando y que apuntaba directamente contra el corazón de la administración radical de Córdoba. Allí "había denuncias sobre narcotráfico, lavado de divisas, venta de bebés y los ilícitos de la Epec en los que había pruebas importante. Dicha documentación desapareció de su oficina en la misma noche del asesinato, cuando un apagón se produjo en esa calle.
Posteriormente, María Elba Martínez, representante de la familia Maders, presentó un pedido ante los fiscales Luis Villalba y Marcelo Novillo Corvalán, para que se impute a Angeloz, como autor ideológico del asesinato y a otros dos exmiembros de su gabinete, entre ellos a Mario Negri, pedido que fue rechazado por la justicia. Al ser consultados los fiscales Villalba y Corvalán sobre esta denuncia determinaron que "[...] el Tribunal le ha respondido que no existe ningún elemento de prueba para llegar a esa imputación. No hay pruebas objetivas; no podemos basarnos en suposiciones. Si no hay pruebas, ni siquiera se puede imputar y menos mandar a alguien a juicio".

### Diputado nacional
Fue precandidato a intendente de la Ciudad de Córdoba en 1991 y candidato en 1999. En 1993 fue elegido diputado nacional por la provincia de Córdoba, cargo para el que resultaría reelecto en 1997. Entre 1999 y 2001 ofició de secretario general del bloque de la UCR. 
En 2003 fue elegido nuevamente diputado, cargo que ocuparía hasta 2007. En ese año fue candidato a gobernador, obteniendo el 22.17 % lo que lo ubicó en tercer lugar por detrás de Juan Schiaretti (37,17%) y Luis Juez (36,04%). 
En 2011 es elegido diputado nacional por un nuevo período y reelecto en 2015. De 2011 a 2013 fue Vicepresidente 2° de la Cámara de Diputados de la Nación. Preside desde diciembre de 2013 el bloque de la UCR en la Cámara de Diputados de la Nación Argentina y desde 2016 el interbloque Cambiemos.
En 2017 el intendente pampeano de Santa Rosa, Leandro Altolaguirre, denunció que recibió una llamada amenazante de Mario Negri, que le advirtió sobre las consecuencias de presentar una lista interna en Cambiemos, advirtiéndole que si no se bajaba la interna “te intervenimos el partido”, para que haya una lista única en el distrito, además  la conducción nacional del radicalismo  semanas antes ya había amenazado con intervenir el partido provincial.

#### Labor parlamentaria
En 2002 presentó el proyecto de Fondo de Incentivo Docente a universidades nacionales; la derogación de la Ley 26.843 de aprobación entre otros. 
En 2018 votó a favor del proyecto de interrupción voluntaria del embarazo, tras lo cual denunció que su número de teléfono y la dirección de su hogar fueron difundidos en grupos antiaborto y recibió mensajes intimidatorios para que cambie su voto. El teléfono personal fue viralizado por la conductora Viviana Canosa contraria a la despenalización del aborto.
Mario Negri fue denunciado en 1991 por la familia del senador cordobés Regino Maders, como uno de los radicales que estuvo detrás del asesinato de ese legislador, en tiempos del gobierno de Eduardo Angeloz.

### Elecciones provinciales
En 2019, fue candidato a gobernador de la provincia de Córdoba por Córdoba Cambia, quedando en el segundo lugar, detrás del reelecto Juan Schiaretti con el 17,85% de los votos.

## Historial electoral
|  | 20,33 % |

|  | 49,83 % |

|  | 18,85 % |

|  | 51,32 % |

|  | 36,23 % |

## Premios y reconocimientos
- Diputado más destacado del 2015 por la revista El Parlamentario.[29]